# Bucranium taurifrons
Bucranium taurifrons là một loài nhện trong họ Thomisidae.
Loài này thuộc chi Bucranium. Bucranium taurifrons được Octavius Pickard-Cambridge miêu tả năm 1881.